# Championnat de La Réunion de football 2014
Navigation
D1P 2013 D1P 2015
Le championnat de La Réunion de football 2014 ou championnat de Division 1 Promotionnelle est la 64e édition de la compétition, remportée par la Saint-Pauloise.

## Changement
Le 5 février 2014, la DNCG (Direction Nationale de Contrôle de Gestion), décidé de rétrogradé administrativement l'AS Possession et la Ligue Réunionnaise de Football à repêcher le club de la AS Capricorne.En juin 2014, l'Union Sportive Stade Tamponnaise connait la liquidation judiciaire est a pour conséquence un forfait général pour le reste de la saison. Le championnat de D1P est désormais à onze équipes et ceux qui ont joué contre la Tamponnaise au cours des dix premiers se sont vus leur points retirés pour rééquilibré le championnat.

## Les clubs de l'édition 2014
| \| AJ Petite-Île US Sainte-Marienne Capricorne Excelsior Jeanne d'Arc US Bénédictins ARC Bras-Fusil AS Marsouins Saint-Louisienne USST JSSP St-Pauloise \| Localisation des clubs engagés dans le championnat. |
| AJ Petite-Île US Sainte-Marienne Capricorne Excelsior Jeanne d'Arc US Bénédictins ARC Bras-Fusil AS Marsouins Saint-Louisienne USST JSSP St-Pauloise                                                           |

- AJ Petite-Île
- US Sainte-Marienne
- Jeanne d'Arc
- AS Excelsior (Saint-Joseph)
- US Bénédictins (Saint-Benoît)
- ARC Bras Fusil (Saint-Benoît)
- AS Possession* (retrogradé remplacé) par la AS Capricorne
- AS Marsouins (Saint-Leu)
- SS Saint-Louisienne
- US Stade Tamponnaise (Le Tampon)
- JS Saint-Pierroise
- Saint-Pauloise FC

### Promus
- AS Marsouins
- ARC Bras Fusil

### Relégués de l'édition précédente
- Saint-Denis FC
- Rivière Sport

## Compétition

### Classement
| Rang | Équipe              | Pts | J  | G  | N | P  | Bp | Bc | Diff |
| ---- | ------------------- | --- | -- | -- | - | -- | -- | -- | ---- |
| 1    | Saint-Pauloise FC   | 68  | 20 | 15 | 3 | 2  | 40 | 13 | +27  |
| 2    | AS Excelsior        | 66  | 20 | 14 | 4 | 2  | 40 | 13 | +27  |
| 3    | JS Saint-Pierroise  | 61  | 20 | 11 | 8 | 1  | 37 | 9  | +28  |
| 4    | US Sainte-MarienneT | 55  | 20 | 10 | 5 | 5  | 26 | 20 | +6   |
| 5    | AJ Petite-Île       | 45  | 20 | 7  | 4 | 9  | 22 | 33 | -11  |
| 6    | SS Jeanne d'Arc     | 40  | 20 | 4  | 8 | 8  | 17 | 24 | -7   |
| 7    | AS MarsouinsP       | 38  | 20 | 3  | 9 | 8  | 19 | 32 | -13  |
| 8    | ARC Bras-FusilP     | 37  | 20 | 3  | 8 | 9  | 23 | 34 | -11  |
| 9    | SS Saint-Louisienne | 36  | 20 | 3  | 7 | 10 | 20 | 27 | -7   |
| 10   | US Bénédictins      | 35  | 20 | 2  | 9 | 9  | 9  | 30 | -21  |
| 11   | AS CapricorneP      | 33  | 20 | 2  | 7 | 11 | 14 | 35 | -21  |

|  | Champion de La Réunion    |
|  | Relégation en 2e division |

 T : Tenant du titre
 P : Promu
Note : L'USST a déposé le bilan et ne jouera plus cette saison en D1P.

### Matchs
| Résultats (▼dom., ►ext.)                                   | AJPI | ARCBF | ASE | ASM | CAP | JEA | JSSP | SPFC | St Louis | USB | USSM |
| AJ Petite-Île                                              |      | 1-2   | 3-0 | 1-1 | 1-2 | 3-0 | 2-0  | 4-0  | 1-0      | 1-0 | 0-1  |
| ARC Bras Fusil                                             | 1-2  |       | 1-0 | 1-5 | 1-1 | 2-1 | 2-2  | 4-1  | 1-1      | 0-0 | 2-1  |
| AS Excelsior                                               | 2-1  | 0-2   |     | 1-3 | 1-2 | 0-3 | 0-0  | 2-1  | 0-1      | 0-3 | 0-1  |
| AS Marsouins                                               | 4-4  | 2-1   | 5-1 |     | 0-0 | 0-0 | 3-0  | 2-0  | 2-3      | 0-0 | 2-1  |
| AS Capricorne                                              | 0-0  | 2-2   | 4-1 | 2-0 |     | 2-1 | 6-1  | 1-0  | 2-2      | 0-1 | 2-1  |
| Jeanne d'Arc                                               | 1-0  | 2-2   | 2-1 | 0-0 | 1-0 |     | 0-0  | 2-1  | 1-1      | 2-2 | 2-0  |
| JS Saint-Pierroise                                         | 1-5  | 0-2   | 1-1 | 1-3 | 1-3 | 0-3 |      | 1-1  | 0-0      | 1-4 | 0-0  |
| Saint-Pauloise FC                                          | 0-1  | 0-2   | 1-0 | 2-2 | 0-4 | 0-0 | 2-0  |      | 1-2      | 1-2 | 0-2  |
| Saint Louisienne                                           | 1-1  | 2-5   | 4-1 | 1-0 | 1-0 | 1-2 | 1-0  | 1-0  |          | 1-0 | 2-2  |
| US Bénédictins                                             | 4-0  | 0-0   | 0-0 | 1-1 | 0-0 | 1-1 | 3-0  | 5-0  | 0-0      |     | 2-1  |
| US Sainte-Marienne                                         | 2-0  | 0-0   | 2-2 | 0-2 | 1-1 | 0-1 | 1-2  | 3-1  | 1-2      | 0-2 |      |
| - Victoire à domicile - Match nul - Victoire à l'extérieur |      |       |     |     |     |     |      |      |          |     |      |

### Meilleurs buteurs
mise à jour : 20 octobre 2014
| Rang | Joueur               | Club               | Buts |
| 1    | Quentin Boesso       | JS Saint-Pierroise | 13   |
| 2    | Adrien Lecomte       | AJ Petite-Île      | 12   |
| 3    | Wilson Grosset       | JS Saint-Pierroise | 10   |
| -    | Gladyson             | JS Saint-Pierroise | 10   |
| 5    | Jean-Michel Fontaine | AS Excelsior       | 9    |
| -    | Loïc Bertil          | ARC Bras-Fusil     | 9    |

## Source
- « Classement du championnat de D1P », sur fff.fr